# Turrilinidae
Turrilinidae es una familia de foraminíferos bentónicos de la superfamilia Turrilinoidea, del suborden Buliminina y del orden Buliminida. Su rango cronoestratigráfico abarca desde el Bathoniense (Jurásico medio) hasta la Oligoceno medio.

## Discusión
Clasificaciones previas incluían Turrilinidae en el suborden Rotaliina y/o orden Rotaliida.

## Clasificación
Turrilinidae incluye a los siguientes géneros:
- Cuneus †
- Neobulimina †
- Praebulimina †
- Pseudouvigerina †
- Pyramidina †
- Rectobulimina †
- Sitella †
- Sporobulimina †
- Sporobuliminella †
- Turrilina †

Otros géneros considerados en Turrilinidae son:
- Eubuliminella
- Floresina
- Guembelitriella †,[4] generalmente aceptado como formas teratológicas de Guembelitria
- Parkiella †
- Praeuvigerina †, aceptado como Pseudouvigerina